# Corycium ingeanum
Corycium ingeanum är en orkidéart som beskrevs av Edward George Hudson Oliver. Corycium ingeanum ingår i släktet Corycium, och familjen orkidéer. Inga underarter finns listade i Catalogue of Life.